# Осада Руана
Осада Руана — осада английскими войсками французского города Руан в июле 1418 — январе 1419 года во время Столетней войны.

## Осада
Руан имел население в примерно 20 000 человек, что делало его одним из крупнейших городов Франции, и его захват имел решающее значение для нормандской кампании. Примерно в 1415 году французы усилили и укрепили Руан, и город предстал перед захватчиками мощным оплотом.
Когда англичане достигли Руана, его стены уже были укреплены башнями и пушками, а на парапете выстроились отряды арбалетчиков под командованием Алена Бланшара. Общей обороной города командовал Ги Ле-Бютеллье.
У англичан не хватало сил для штурма города, и они перешли к осаде. Руан был полностью окружен, англичане намеревались взять защитников измором. К декабрю жители Руана ели кошек, собак, лошадей и даже мышей. Улицы были заполнены голодающими. Ради сохранения запасов провианта из города было изгнано более 12000 бедняков. Король Генрих V не позволил изгнанным покинуть линию осады, и голодающие, исключенные жители Руана были вынуждены жить в канаве, вырытой возле крепостной стены. Даже английские солдаты пожалели голодающих. На Рождество 1418 года король Генрих позволил двум священникам передать еду голодающим.
Несмотря на несколько смелых вылазок во главе с лидерами французского гарнизона, такое положение дел не могло продолжаться долго. 20 января 1419 года французы капитулировали, а Ален Бланшар, казнивший английских пленных, сам был казнён англичанами.
После того, как город пал, многие жители были настолько разочарованы тем, что герцог Бургундский и дофин не пришли им на помощь, что присягнули Генриху.
Генрих V с этого момента занял всю Нормандию, кроме Мон-Сен-Мишель, который противостоял блокаде в течение 21 года.